# Абд ар-Рахман (султан Дарфуру)
Абд ар-Рахман аль-Рашид (*д/н–1803) — султан Дарфуру в 1786—1803 роках.

## Життєпис
Походив з династії Кейра. Молодший син султана Ахмада Бакра. Ймовірно не брав участі у боротьбі за владу серед братів. Бів більший відомий своєю вченністю, оскільки здобув гарну освіту та отримав звання факіха. За свої знання отримав від османського султана почесний лакаб аль-Рашид (Правник).
1786 року після смерті брата — султана Мухаммада Тайраба — виступив проти небожа Ісхака, що став новим султаном. На бік Абд ар-Рахмана став впливовий євнух Мухаммада курра, який зумів зрештою перетягнути на бік претендента війська з рабів. 1787 року Абд ар-Рахман здобув трон. Але лише 1790 року придушив своїх супротивнків. Цією боротьбою скористався Мухаммед Явда, колак Вадаю, що зміг стати незалежним.
У 1791 році офіційно оголосив столицею Ель-Фашир. Зведення палаців та державних будівель тут було завершено 1792 року. Водночас значної ваги при двору нового султана набув Мухаммад Курра, який отримав титул аль-шейха.
Абд ар-Рахман активно сприяв переселенню з долини Нілу фукара (освічених мусульман, так званих «святих людей»), що невдовзі стали основою дарфурської бюрократії. Запрошував правників з Єгипту та Тунісу, зокрема Умара аль-Тунісі, який разом із своїм сином Мухаммадом став істориком Дарфуру. Також підтримував суфійський тарикат Тіджанія, представникам якого надав привілеї.
Султан усіляко підтримував розвиток торгівлі. При ньому Дарфур став відігравати провідну роль на східних шляхах трансахарської торгівлі, контролюючи так званий Сорокодений караванний шлях з півдня до Триполі.
1796 року вимушений був залишити Кордофан, до я кого вдерлося мамлюцьке військо, відправлено Мурад-беєм. У 1799 році султан Дарфура привітав французького генерала Наполеона Бонапарта з розгромом мамлюкського Єгипту. У відповідь Бонапарт попросив Абд ар-Рахмана прислати йому 2 000 міцних чорних рабів-вояків у віці 16 років.
Помер султан напочатку 1803 року. Йому спадкував син Мухаммад аль-Фадл.